# Odontomyia idahoensis
Odontomyia idahoensis är en tvåvingeart som beskrevs av James 1932. Odontomyia idahoensis ingår i släktet Odontomyia och familjen vapenflugor.
Artens utbredningsområde är Idaho. Inga underarter finns listade i Catalogue of Life.